# 光滙石油
光滙石油（控股）有限公司，簡稱光滙石油（控股），以及光滙石油（英語：Brightoil Petroleum (Holdings) Limited，港交所除牌前：0933），在2008年8月19日，從先來國際控股有限公司更名而來，也就是收購深圳光汇石油集团股份有限公司開始，其實在1992年由薛光林設立當時名為「新鴻光石油」。
光滙石油（控股）有限公司是以發展上游油氣資源開發業務爲主，中、下游業務爲輔的能源資源型企業。主要從事上游油氣田開發開採和生産、遠洋油輪運輸、石油倉儲與碼頭以及石油國際貿易與海上供油等業務。集團現時擁有四艘Aframax遠洋油輪、五艘超大型油輪（VLCC），總容量超過200 萬載重噸。集團是中國最大的海上供油服務供應商之一﹐服務已擴展全球港口，貿易産品種類包括燃料油、原油、柴汽油及石油化工製品等。
2014年2月19日，光匯石油向美國石油公司Anadarko Petroleum旗下之全資附屬公司Anadarko China 訂立購股協議，以基本購買價10.75億美元(即約83.49億港元)收購其位於中國渤海灣兩個海上油田區塊之參與權益。
2020年10月20日上午9時起，光滙石油因為自2017年10月3日起已暫停買賣，而且未能於2020年1月31日或之前復牌，期間光滙石油曾經覆核上市委員會的決定但最後維持原判，聯交所於是根據《上市規則》第6.01A條將公司除牌。

## 連結
- BWOil.hk（页面存档备份，存于）

1. ↑  . www.hkex.com.hk.   [2022-01-17]. （原始内容存档于2022-01-18） （中文（香港））.